# Guantanamera (Zigarre)
Guantanamera ist eine kubanische Zigarrenmarke. Sie wird durch die Firma Habanos SA weltweit vertrieben.
Die Zigarre wurde erstmals am 14. September 2002 auf der Messe „Inter-tabac“ in Dortmund vorgestellt. Der Name geht auf das Lied Guantanamera zurück, welches als weltweit bekanntes kubanisches Volkslied gilt. Für die Herstellung wird Tabak aus dem Anbaugebiet Vuelta Arriba verwendet. Vuelta Arriba ist eine Region im (Süd-)osten Kubas, die aus zwei relativ weit voneinander gelegenen Tabakanbaugebieten – Remedios und Oriente – besteht. Die Guantanamera ist eine der leichtesten und die preiswerteste aller Habano-Marken. Alle Formate werden in einer Fabrik in Havanna maschinell produziert.

## Formate
Die Marke Guantanamera wird in fünf Größen hergestellt:
- Cristales – 5 7⁄8" × 41 (150 × 16,3 mm)
- Minuto – 4" × 44 (102 × 16 mm)
- Compay – 4 7⁄8" × 40  (123 × 15,9 mm)
- Decimos – 5 1⁄4" × 38 (134 × 15,1 mm)
- Puritos – 4 1⁄8" × 29 (106 × 11,5 mm)